# Écouen
Écouen è un comune francese di 7 495 abitanti situato nel dipartimento della Val-d'Oise nella regione dell'Île-de-France.
È famoso per lo Château d'Écouen, castello rinascimentale fatto costruire, a partire dal 1538, sopra un'altura che domina il paese, dal maresciallo di Francia, pari di Francia e connestabile, duca Anne de Montmorency. Oggi ospita il Museo Nazionale del Rinascimento.

## Società

### Evoluzione demografica
Abitanti censiti